# 格罗夫纳礼拜堂
格罗夫纳礼拜堂（Grosvenor Chapel）是一座英国圣公会教堂，位于英国威斯敏斯特市梅费尔的南奥德利街，建于1730年代。它是新英格兰的许多教堂的模仿对象。

## 历史
1730年4月7日，格罗夫纳礼拜堂举行奠基仪式，主持者是周围地产的所有者理查德·格罗夫纳男爵，他以胡椒籽的价格将该地点租给四人财团99年，领头者是当地一位富有的建筑商本杰明·廷布雷尔。
新建筑于1731年4月竣工并投入使用。

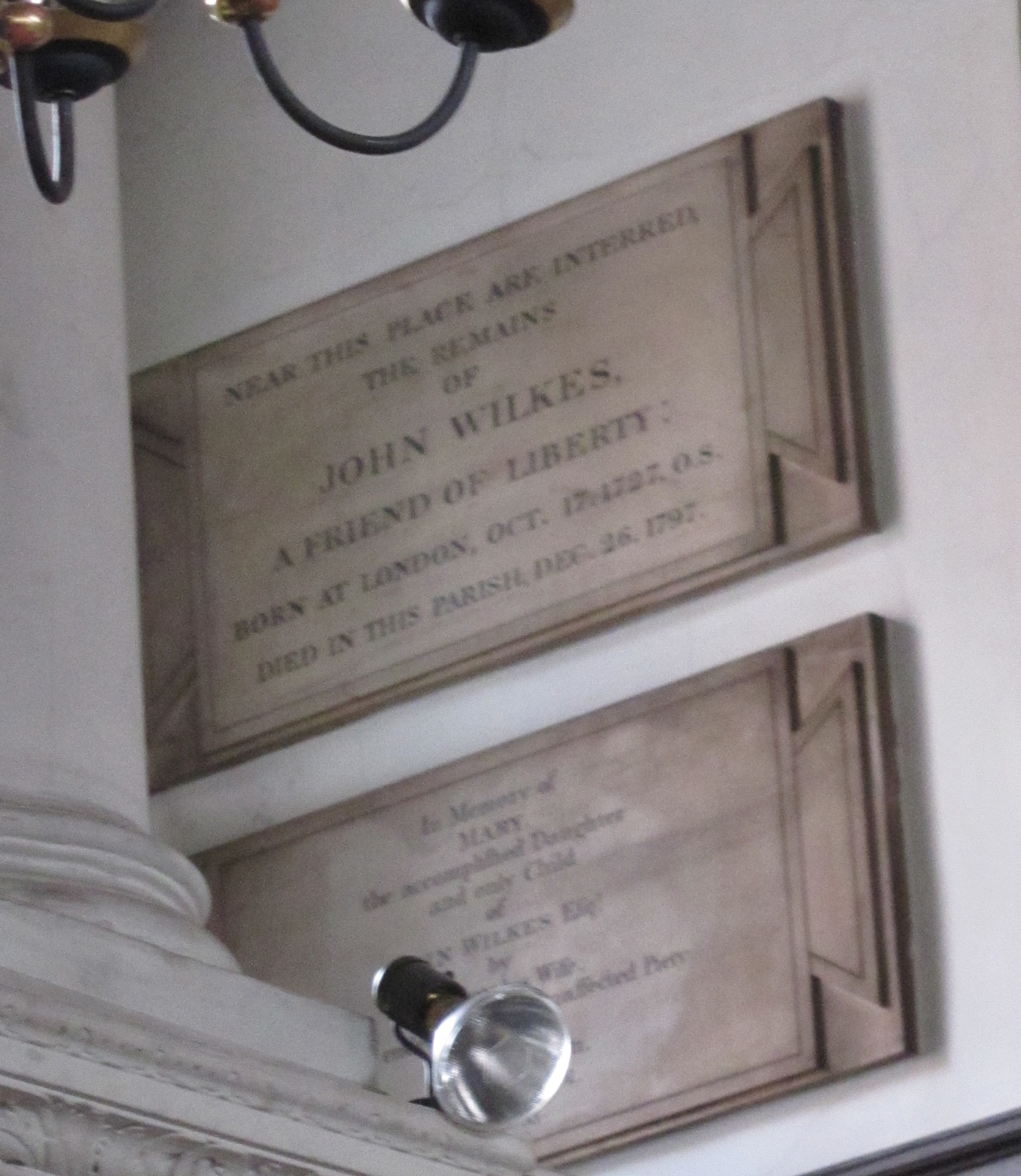

在最初的99年租约于1829年到期后不久，这座礼拜堂作为一座方便小教堂被纳入教区系统，属于汉诺威广场圣乔治教堂堂区。
格罗夫纳礼拜堂曾是许多许多名人的属灵之家，包括约翰·威尔克斯、弗羅倫斯·南丁格爾、德怀特·艾森豪威尔等。
在第二次世界大战期间，美军的男女士兵来到该堂参加主日礼拜，正如西墙外的一块石碑上所记载的那样。战后，会众中包括桂冠诗人约翰·贝杰曼爵士（任期1972年至1984年）。

## 建筑
该堂为朴素的古典主义建筑，长方形平面。它模仿了最近完工的教堂，如詹姆斯·吉布斯的圣马田堂或约翰·詹姆斯的汉诺威广场圣乔治教堂。廷布雷尔曾与吉布斯合作过，参考上述例子和大量图案书中的插图，自己也可以轻松地完成教堂的设计，而无需委托建筑师。1912-13年，尼尼安·康珀在建筑中引入了配件和装饰，体现了英国圣公会高教会派风格。

## 音乐
该堂的管风琴安装于1732年，管风琴的规格可在国家管风琴登记册上找到。